# 야쿠모 (장갑순양함)
야쿠모(八雲)는 일본 제국 해군이 러일 전쟁 전에 독일에서 구입한 최초의 장갑순양함이다. 66함대의 장갑순양함의 제1기 확장 계획에 정비된 군함으로 러일 전쟁에서 태평양 전쟁 전후까지 활동했다.

## 개요
스테틴 불칸 조선소에서 건조되었다. 1900년 6월 20일에 접수하여, 같은 해 6월 22일에 일본으로 회항했다. 같은 해 8월 30일 요코스카에 도착했다.
야쿠모 등 66 함대의 장갑순양함은 러일 전쟁에서의 전투뿐만 아니라 다이쇼 시대에서 쇼와 시대에 걸쳐서 연습 함대를 편성하여 사관학교 생도의 원양 항해에 종사했으며, 야쿠모는 1939년까지 사용되었다.
1942년 7월 1일 해방함에서 1등순양함으로 등급이 변경되었다. 전쟁 말기에는 주포를 고각포로 바꿔 대공전에 투입되었다. 또한 종전 시에는 가동 상태였기 때문에 1945년 12월 1일에 구레 지방 복원국 소관의 특별수송함으로 지정되어 북중국이나 대만 등 근거리 수송에 사용되었다. 미군은 야쿠모의 모습에 매우 관심을 갖기도 했다.
1946년 6월 26일 특별수송함의 지정을 폐지하였고, 7월 20일부터 다음 해 4월에 걸쳐 히타치 조선의 마이즈루 조선소에서 해체되었다.

## 설계
선체 형상은 전형적인 평갑판형 선체이며, 능파성을 향상시키기 위해 건현을 높게 가지고 있으며, 함수 수면 아래에는 아직 충각(램)이 붙어있다.
주포는 새로 설계한 ‘20.3cm (45구경) 포’를 타원 원통형의 연장 포탑에 묶어 1번 주포탑, 사령탑을 넣은 조타 함교, 단각의 전장, 일정한 간격으로 늘어선 3개의 굴뚝 뒤에 함재 보트 차고, 철주 (보트 크레인)의 기지를 겸하는 단각의 후장, 2번 주포탑의 순이다. 15cm (40구경) 단장포는 12기가 올려져 있고, 갑판포곽 부분에 4기, 뱃전에 2기, 편현에 6기가 배치되어 있다. 그 밖에 대어뢰정 무기로 함수와 함미의 상갑판에 8cm (40구경) 단장속사포가 12기, 47mm포 단장 12기가 전장, 후장, 상갑판에 분산 배치되었다.

### 화포
일본 제국 해군은 열강에 앞서 전함, 순양함에 탑재된 포의 구경을 통일했다. 따라서 본 함 등 6척의 1만톤급 장갑순양함의 탑재포는 모두 일관된 제원이었다. 이러한 정책은 군사 교육과 탄약의 보급에 매우 유리했다. 이것은 메이지 초기의 함정 구비포 구경이나 사용 방법이 함마다 제각기 달라 포탄의 호환과 병사들의 응용에 고생을 했던 교훈에 의한 것이었다.
야쿠모의 주포는 새로 설계한 ‘20.3cm (45구경) 포’였다. 이것을 타원형 원통형의 연장 포탑에 담았다. 이 포탑은 좌우 150도 선회할 수 있고, 앙각 30도, 부각 5도였다. 무게는 113kg이고, 포탄을 분당 2발의 간격으로 발사할 수 있었다. 사정거리는 앙각 30도에서 18,000m까지 발사할 수 있었다. 부포는 ‘1895년형 15.2cm (40구경) 포’를 채용했으며, 이 포는 분당 5발을 발사할 수 있었지만, 숙련된 병사라면 7발까지 가능했다. 45.4kg의 포탄을 부앙각도 앙각 20도, 부각 5도로 앙각 20도에서 9,140m까지의 사정거리를 가지고 있었다. 그 밖에, 빗 커스 사의 ‘1894년형 8cm (40구경) 포’를 단장포가에 12개, 47mm 단장포를 12개, 45.7cm 어뢰발사관을 단장으로 선수부 물 위에 1기, 현측 부 수중에 4기를 장착했다.

### 기관
보일러는 당시 최신형 고성능 기관인 프랑스제의 베르베르식 석탄 전소요 24개를 갖추고 있었다. 이것에 수직형 3단 팽창식 4기통 왕복기관 2기, 2축 추진으로 출력 15,500hp을 가지고 있으며, 20.5 노트의 속력을 발휘했다. 항속 거리는 석탄 1,300톤으로 10노트 속력으로 7,000 해리를 갈 수 있었으며, 당시로는 대항속 거리를 자랑했다.

## 참고자료
- 해군역사보존회 『일본해군사』 제7권, 제9권, 제10권 第一法規出版, 1995년
- 片桐大自 『연합합대 군함 銘銘伝 전860여척의 영광과 비극』 보급판, 光人社, 2003년
- 후쿠이 시즈오 福井静夫 『사진 일본해군 전함정사』 베스트셀러, 1994년. ISBN 4-584-17054-1
- 《관보》
- 마루 (잡지) 스페셜 No. 111 태평양 전쟁 해공전 시리즈 『종전 시의 제국함정』, 潮書房, 1986년